# Labenopimpla rasnitsyni
Labenopimpla rasnitsyni  (лат.) — ископаемый вид перепончатокрылых наездников рода Labenopimpla из семейства Ichneumonidae. Обнаружен в меловых отложениях Дальнего Востока (Магаданская область, Обещающий, Ola Formation,  возраст 70,6—84,9 млн лет).

## Описание
Мелкого размера перепончатокрылые наездники. Длина тела 12 мм, длина переднего крыла 8 мм.
Вид Labenopimpla rasnitsyni был впервые описан по отпечаткам в 2010 году российским энтомологом Д. С. Копыловым (Москва, Россия). Включён в состав отдельного рода Labenopimpla из вымершего подсемейства Labenopimplinae (Ichneumonidae). Видовое название дано в честь российского палеонтолога А. П. Расницына (Палеонтологический институт РАН, Россия).